# Arbacina
Genre
Arbacina est un  genre éteint d'oursins (échinodermes) de la famille des Trigonocidaridae.
Ses fossiles sont connus dans le Miocène et le Pliocène des pays riverains de la mer Méditerranée.

## Liste des espèces
- Arbacina catenata Desor, in Agassiz & Desor, 1846 † Miocène. (Burdigalien-Langhien), France, Égypte.
- Arbacina fourtaui Lambert, 1907 † Burdigalien, Égypte.
- Arbacina massylea Pomel, 1887 † Helvétien, Algérie.
- Arbacina monilis Desmarest, in Defrance, 1836 † Miocène, France.
- Arbacina nicaisei Pomel, 1887 † Pliocène, Algérie. Probablement le même que Arbacina massylea.
- Arbacina fraasi Gauthier. 1901 † Miocène, Égypte.
- Arbacina piae Lovisato, 1895 † Langhien, Italie.
- Arbacina romana Merian, in Desor, 1858 † Pliocène, Sicile

Le symbole † indique un taxon éteint.

## Problématique
L'espèce type est problématique en ce qu'elle manque d'une définition bien définie et n'a que des types plutôt non définis. Ses affinités avec les Temnopleuridae ne sont donc pas certaines. Il n'est pas non plus clair que beaucoup des espèces actuellement assignées à ce genre y appartiennent vraiment.
Plusieurs espèces assignées à Arbacina montrent la forme classique de Temnopleuridae, avec la piqûre profonde sous les tubercules primaires. Des formes telles que Arbacina savini Lambert, 1910, sans piqûre, semblent être de bons Psammechinus.
Une révision majeure de toutes les espèces précédemment assignées à ce genre est requise.
Mortensen (1943) a séparé Arbacina de Genocidaris en déclarant que le premier avait des tubercules non dentelés, des dépressions sur des sutures horizontales présentes tandis que le second avait des échancrures en creux, des dépressions dans les sutures horizontales manquant.
Néanmoins, les espèces types des deux genres ont une ornementation presque identique, avec une tuberculation secondaire dense et de petites fosses confinées immédiatement au-dessous des tubercules interambulacrés primaires.